# Bill Corcoran
William J. Corcoran, detto Bill (Toronto, 19 gennaio 1951), è un regista canadese di cinema e televisione.

## Biografia
Nato a Toronto nel 1951, si occupa di serie televisive e film. Come regista di serie televisive ha preso parte a Venerdì 13, 21 Jump Street, MacGyver, Stargate SG-1 e diverse altre serie. Corcoran è inoltre apparso nell'episodio 5 stagione 2 nella celebre serie Brady Bunch ed è stato candidato al Gemini Award alla migliore regia.

## Filmografia parziale

### Regista
- Outlaw Justice - film TV (1999)
- Vipers - film TV (2008)